# Dendrobium luzonense
Dendrobium luzonense är en orkidéart som beskrevs av John Lindley. Dendrobium luzonense ingår i släktet Dendrobium, och familjen orkidéer. Inga underarter finns listade i Catalogue of Life.